# Fryderyk Buchholtz
Fryderyk Buchholtz (16. května 1792 Olsztynek (Hohenstein, Prusko) – 15. května 1837, Varšava) byl výrobce klavírů a varhan.

## Život
Po ukončení studia výroby klavírů ve Vídni se Buchholtz odstěhoval do Varšavy a v roce 1815 zde založil na adrese ulica Mazowiecka 1352 továrnu na výrobu klavírů. Vedle běžných a tzv. žirafích klavírů od roku 1824 tvořil i jiné příbuzné nástroje jako melodipantaleon, melodikordion a aeolomelodikon. Častým hostem jeho domácího uměleckého salonu a továrního obchodu byl Fryderyk Chopin, který si roku 1830 koupil Buchholtzův klavír postavený podle vzoru vídeňských klavírů J. B. Streichera. O tomto nástroji Chopin psal: „hraje se na něj dobře, lépe než na [Buchholtzův] vídeňské nástroje, ale daleko od skutečných vídeňských“. Po Chopinově smrti ho získala jeho sestra Isabella Barcińská a nástroj byl zničen při rabování paláce Zamoyských roku 1863. Říkalo se, že pokaždé, když si více než dva hosté přišli poslechnout Chopinovu hru, byla společnost přesunuta do Buchholtzovy dílny. Chopin hrál rovněž na Bucholtzově aelomelodikonu pro cara Alexandra I. Buchholtzovy klavíry využíval též například Alexander Dreyschock a hrálo se na ně v pověstném varšavském salónu Marie Szymanowské.
Po Buchholtzově smrti v roce 1837 továrnu provozovala jeho manželka a v letech 1841-46 jeho syn Julian.
Do současnosti se nedochoval žádný Buchholtzův klavír v provozuschopném nebo restaurovatelném stavu. V roce 2017 zadal Národní institut Fryderyka Chopina Paulu McNultymu zakázku na kopii Buchholtzova klavírního křídla. Ta byla použita v září 2018 v první Mezinárodní Chopinově soutěži na dobových nástrojích.